# Frisco (Carolina del Norte)
Frisco es un lugar designado por el censo del condado de Dare en el estado estadounidense de Carolina del Norte.
El aeropuerto Billy Mitchell está ubicado en Frisco y fue nombrado por el ex General de Ejército de Estados Unidos William Mitchell